# Skjut, gräv och tig

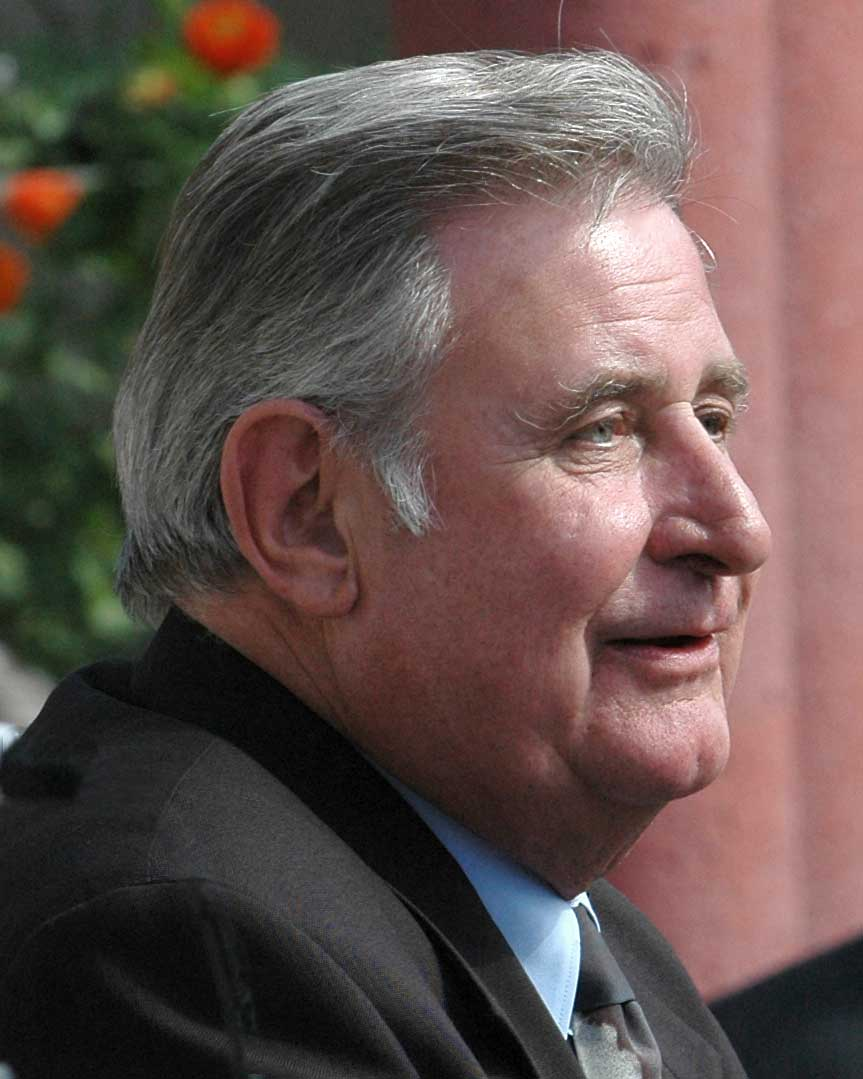
Ralph Klein, som föreslog att ägare till galna kor borde skjutit, grävt och tigt.

"Skjut, gräv och tig", även "Skjut, bränn och tig", Förkortning SGT är en metod att handskas med ovälkomna djur, som alltså dödas varefter kroppen förstörs eller döljs för att hanteringen inte skall upptäckas.
"Skjut, gräv och tig" innefattar ofta någon form av rättsstridigt handlande, exempelvis illegal jakt, varefter djurets kropp grävs ner, bränns upp, eller på annat sätt förstörs för att undvika eventuell påföljd. 
I engelskspråkiga länder används uttrycket Shooting, shoveling, and shutting up. I USA sägs metoden ha använts av vissa fastighetsägare som har upptäckt en hotad art på sin mark, exempelvis tallspett, eftersom miljölagstiftningen Endangered Species Act kan medföra begränsningar på hur marken kan användas. I samband med ett utbrott av galna ko-sjukan i Kanada fick Albertas dåvarande premiärminister Ralph Klein kritik för att ha sagt att en lantbrukare skulle ha skjutit, grävt och tigit i stället för att anmäla fallet.
Uttrycket "Skjut, gräv och tig" har i Sverige förekommit i exempelvis den svenska vargdebatten i samband med den illegala jakt på varg som, enligt BRÅ, är vanligt förekommande.